# Tucupita (Venezuela)
Tucupita est une ville du Venezuela, capitale de la paroisse civile de San José, chef-lieu de la municipalité de Tucupita et capitale de l'État de Delta Amacuro. Elle a été fondée en 1848.